# Le Casse de Berkeley Square
Pour plus de détails, voir Fiche technique et Distribution.
Le Casse de Berkeley Square (A Nightingale Sang in Berkeley Square) est un film britannique réalisé par Ralph Thomas, sorti en 1979.

## Synopsis
Tout juste sorti de prison, "Pinky" Green est déterminé à aller dans le droit chemin et, comme il est un électricien qualifié, il est engagé par une société appelée Global Group Security. Cette entreprise l'envoie travailler au système de sécurité de l'Atlantic and Pacific Bank dans le quartier de Mayfair. Un certain Ivan le Terrible le fait alors chanter pour qu'il les aide à dévaliser la banque de Berkeley Square. 

## Fiche technique
- Titre original : A Nightingale Sang in Berkeley Square
- Titre français : Le Casse de Berkeley Square
- Titre alternatif : The Biggest Bank Robbery[1]
- Réalisation : Ralph Thomas
- Scénario : Guy Elmes
- Direction artistique : Tony Curtis
- Décors : Lionel Couch
- Costumes : Emma Porteous
- Photographie : John Coquillon
- Son : Gerry Humphreys, Simon Kaye
- Montage : Peter Boita
- Musique : Stanley Myers
- Production : Benjamin Fisz
- Production associée : Joyce Herlihy
- Société de production : S. Benjamin Fisz Productions
- Pays de production :  Royaume-Uni
- Langue originale : anglais
- Format : couleur — 35 mm — son Mono
- Genre : Comédie et action
- Durée : 110 minutes (Royaume-Uni), 102 minutes (États-Unis)
- Date de sortie :
  - Royaume-Uni : 1979

## Distribution
- Richard Jordan : 'Pinky' Green
- David Niven : Ivan
- Oliver Tobias : Foxy
- Richard Johnson : L'inspecteur Watford
- Elke Sommer : Miss Pelham
- Gloria Grahame : Ma
- Davy Kaye : Sid
- Johnny Washbrook : Dan Blakestone
- Dicken Ashworth : Charlie
- Bruce Boa : Morgan Stanfield

## Bande originale
- A Nightingale Sang in Berkeley Square : musique de Manning Sherwin, lyrics d'Eric Maschwitz